# ガンナー (アメリカンフットボール)

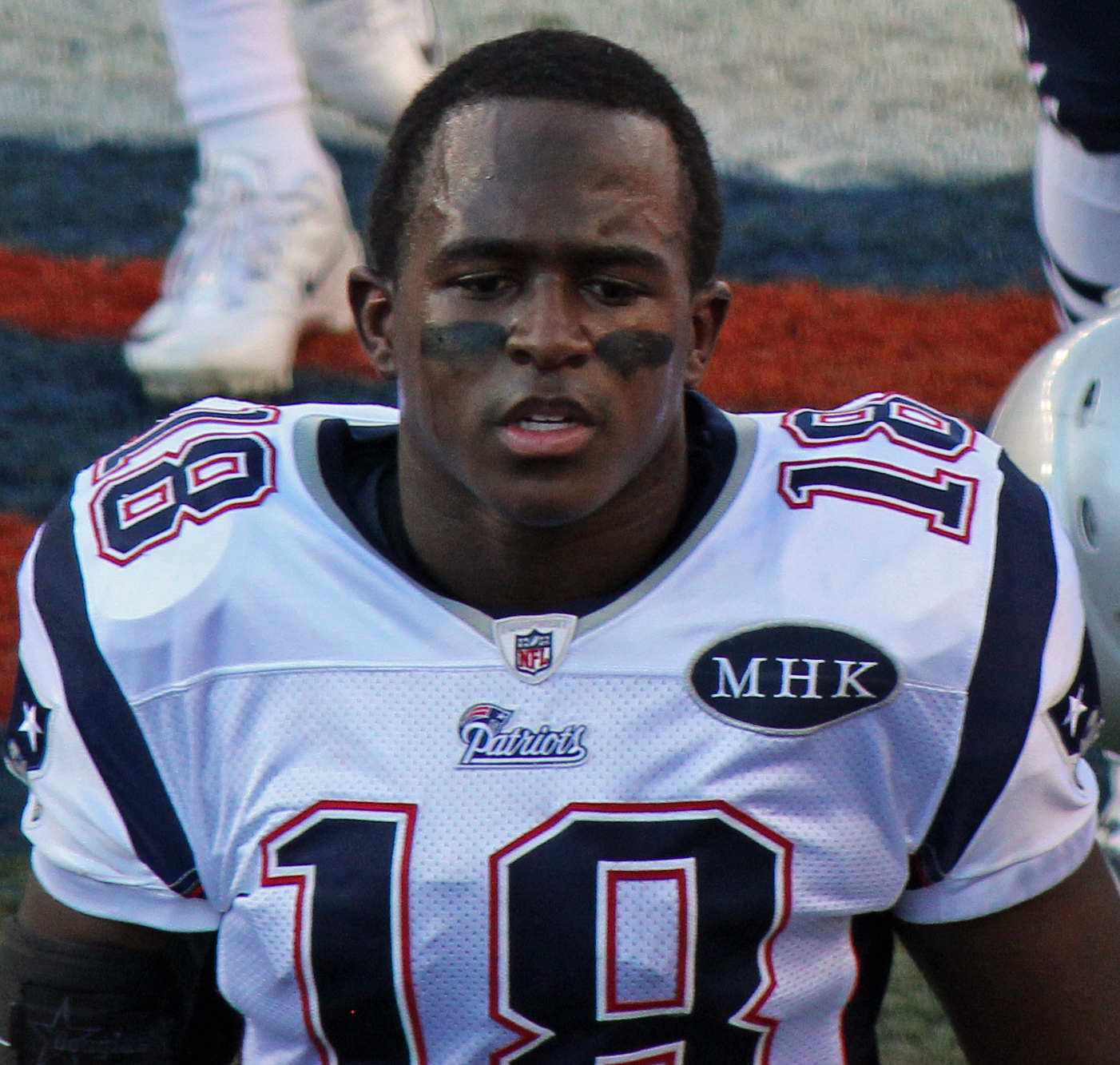
ガンナーとしてプロボウル10回選出のマシュー・スレイター

ガンナー（Gunner）は、アメリカンフットボールでキックオフやパントの際、キッキングチーム側でサイドラインを素早く走り、リターナーをタックルする役割の選手。ガンナーは、リターンチームのブロッカーをかわし、ボールの落下地点に早く到達する技術や能力が必要とされている。
NFLのプロボウルやオールプロには、「スペシャルチーマー」という選出部門があり、「スペシャルチーマー」にはその年の最高のガンナーが選出されることがほとんどである。